# Walther Falkenstein
Walther Falkenstein, auch Walther Siebert-Falkenstein und Walter Siebert, (8. Februar 1862 in Dresden – 27. Mai 1940 in Bad Schandau) war ein deutscher Opernsänger (Tenor) und Theaterschauspieler.

## Leben
Falkenstein widmete sich nach dem Besuch der Handelsschule in Dresden dem kaufmännischen Beruf. Da entdeckte Franz Wüllner dessen Tenorstimme und riet ihm die Bühnenlaufbahn einzuschlagen.
Nachdem er drei Jahre lang das Konservatorium in Dresden besucht hatte, wo Gustav Scharfe sein Gesangsmeister war, nahm er 1885 Engagement in Basel und debütierte dort als „Radames“ und „Bois Rose“. Dann kam er nach Mainz, Detmold, Metz, Breslau, Magdeburg, ans Theater an der Wien (1890 bis 1892), Wiesbaden 1893, Frankfurt am Main (1894 bis 1895), Dresdner Residenztheater (1894 bis 1895), Linz (1897 bis 1899) und trat sodann in den Verband des Stadttheaters in Brünn, wo er als „Postillon“ debütierte.
Falkenstein war ein vortrefflicher Operetten- und Operntenor und verstand es, seine Stimmmittel in sehr erfolgreicher Weise zu verwenden. Sein korrekter Gesang, seine Erscheinung und sein äußerst sympathisches Spiel waren durchaus geeignet, ein möglichst charakteristisches Bild seine Helden zu geben. Nebst „Max“, „Lyonel“, „Faust“ etc. seien noch hervorgehoben „Zigeunerbaron“, „Bettelstudent“, „König“ in Don Cäsar, „Arthur Bryk“ in Karneval in Rom etc.
Ab 1902 wirkte der Künstler als Gast am Landestheater in Linz und später wieder am Stadttheater Brünn.